# Tầng trung lưu

Biểu đồ khí quyển chỉ ra tầng trung lưu và các tầng khác. Các tầng được vẽ không theo tỷ lệ xích.

Tầng trung lưu là một lớp của khí quyển Trái Đất nằm ngay phía trên tầng bình lưu và ngay phía dưới tầng nhiệt. Tầng trung lưu nằm ở cao độ từ khoảng 50 km tới 80–90 km phía trên bề mặt Trái Đất. Trong tầng này, nhiệt độ giảm xuống theo sự gia tăng của cao độ do nhiệt từ sự hấp thụ tia cực tím đến từ mặt trời của ôzôn bị biến mất và hiệu ứng làm lạnh của CO2 (ở lượng dấu vết) do nó tỏa nhiệt vào không gian. Điều này ngược lại với hiệu ứng nhà kính trong tầng đối lưu khi CO2 hấp thụ bức xạ nhiệt tỏa ra từ bề mặt Trái Đất. Vùng có nhiệt độ tối thiểu ở đỉnh của tầng trung lưu gọi là khoảng lặng trung lưu và nó là nơi lạnh nhất trong khí quyển Trái Đất. Đặc trưng động lực học chính trong khu vực này là các dao động khí quyển, các sóng hấp dẫn nội khí quyển (thường gọilà "sóng trọng lực") và sóng hành tinh. Phần lớn các loại sóng và dao động này được kích thích trong tầng đối lưu hay phần dưới của tầng bình lưu và truyền lên phía trên tới tầng bình lưu. Trong tầng bình lưu, biên độ của các sóng trọng lực có thể trở thành đủ lớn làm cho các sóng này trở nên không ổn định và bị tiêu tan. Sự tiêu tan này chuyển xung lượng vào tầng trung lưu và là động lực chính trong lưu thông tại tầng trung lưu ở quy mô toàn cầu.
Do nó nằm giữa độ cao tối đa cho máy bay và độ cao tối thiểu cho các tàu vũ trụ quay quanh Trái Đất nên khu vực này của khí quyển chỉ có thể tiếp cận được thông qua việc sử dụng các tên lửa khí tượng học (tên lửa âm thanh hay tên lửa nghiên cứu). Kết quả là nó trở thành phần được hiểu ít nhất của khí quyển. Điều này dẫn tới việc các nhà khoa học gán cho nó, phần trên của tầng bình lưu như là ignorosphere (nghĩa là tầng bị bỏ qua, do nó là quá cao đối với các bóng thám không nhưng lại là quá thấp cho các vệ tinh nhân tạo).
Tại đáy của tầng trung lưu, áp suất chỉ bằng khoảng 1/1000 của áp suất tại mực nước biển và ở đỉnh của nó (khoảng 80–95 km) thì áp suất chỉ ở mức một phần triệu. Đối với các mục đích thực tế thì nó có thể coi là chân không. Nhiệt độ ở phần trên của tầng trung lưu giảm xuống tới khoảng từ -90 °C tới -100 °C (từ -130 tới -148 °F hay 163-173 K), dao động theo vĩ độ và mùa. Rất nhiều sao băng bùng cháy mỗi ngày trong tầng trung lưu do kết quả của các va chạm với các hạt khí có tại đây; nó tạo ra đủ lượng nhiệt cần thiết để làm bốc hơi gần như mọi thiên thạch rơi vào bầu khí quyển Trái Đất trước khi chúng có thể chạm tới mặt đất, làm cho hàm lượng các nguyên tử sắt và một số kim loại khác là khá cao tại khu vực này.
Tầng bình lưu và tầng trung lưu gộp chung được gọi như là đoạn giữa của khí quyển. Khoảng lặng trung lưu, ở cao độ khoảng 80–90 km, chia tách tầng trung lưu với tầng nhiệt—lớp thứ hai thuộc nhóm các tầng ở phía ngoài cùng nhất của khí quyển Trái Đất. Nó cũng nằm ở xấp xỉ cùng cao độ với khoảng lặng nhiễu loạn, mà dưới nó thì các loại hóa chất khác nhau bị trộn lẫn tương đối đều do các xoáy lốc nhiễu loạn. Phía trên mức này thì khí quyển trở nên không đồng nhất; do độ cao tỷ lệ xích của các loại hóa chất khác nhau là khác biệt theo phân tử lượng của chúng và các tác động xoáy lốc không còn.
Các dạng mây dạ quang nằm trong tầng trung lưu.
Tầng trung lưu cũng là một khu vực của tầng điện li, được biết đến như là lớp D. Lớp D chỉ tồn tại trong thời gian ban ngày, khi một số sự ion hóa diễn ra với mônôxít nitơ (NO) bị ion hóa bởi bức xạ hiđrô chuỗi Lyman-alpha. Sự ion hóa này là rất yếu nên khi thời gian ban đêm diễn ra thì nguồn ion hóa bị mất và các electron cùng ion tự do lại kết hợp cùng nhau để trở thành các phân tử trung hòa về điện.